# Simfonia núm. 4 (Szymanowski)
La Simfonia núm. 4, op. 60, és una simfonia concertant per a piano i orquestra composta per Karol Szymanowski i estrenada a Poznań el 9 d'octubre de 1932 sota la direcció de Grzegorz Fitelberg, amb Szymanowski al piano. La va dedicar al seu amic Artur Rubinstein. És l'última de les quatre simfonies de Szymanowski, també anomenada Simfonia Concertant per a piano i orquestra.

## Moviments
1. Moderato - tempo commodo
2. Andante molto sostenuto
3. Allegro non troppo, ma agitato ed ansioso

## Origen i context
El 1920 Szymanowski es va traslladar a Varsòvia, llavors ja la capital d'una Polònia independent. Encara que les interpretacions de la seva música es van fer més freqüents, tant a Polònia com a l'estranger, el reconeixement sempre va ser limitat i la manca de diners fou un problema constant. Entre 1927 i 1932 va ocupar dos càrrecs oficials, al Conservatori de Varsòvia i a l'Acadèmia de Música de Varsòvia, però l'estrès de l'administració i la lluita contra el conservadorisme arrelat van fer pràcticament impossible la composició. A principis de 1932 es va trobar sense feina i sense ingressos. Szymanowski era mal gastador i mai va perdre l'estil de gran senyor. Era una persona massa tímida i exigent per adaptar-se a una carrera d'intèrpret; tanmateix, esperava que una nova peça en la qual pogués aparèixer com a pianista solista no només li reportaria diners, sinó que també atrauria la seva música a l'atenció del públic. Aquest va ser l'origen de la Quarta Simfonia, composta a la primavera de 1932. I de fet ho va aconseguir perquè va resultar ser una de les seves poques obres que va guanyar certa popularitat.

## Representacions
Es va interpretar per primera vegada el 9 d'octubre del 1932 a Poznań, amb el compositor interpretant la part de piano i el seu vell amic Grzegorz Fitelberg dirigint-la. Szymanowski va fer una trentena d'actuacions a ciutats europees, la qual cosa li va proporcionar uns ingressos molt necessaris, però no va fer cap benefici per a la seva ja deficient salut. Va ser publicat el 1932 per Max Eschig a París, amb una dedicatòria A mon ami Arthur Rubinstein. La partitura autògrafa de Szymanowski, a la Biblioteca Nacional, va ser destruïda durant el bombardeig alemany de Varsòvia el setembre de 1939, tanmateix en va sobreviure una còpia.

## Anàlisi musical
L'obra és gairebé com un concert, excepte al començament del segon moviment, on el piano fa un paper d'acompanyament, amb molts passatges per a instruments solistes i en general un caràcter molt polonès. Es podria afegir que la forma utilitzada i la naturalesa de la part solista confereixen a l'obra un caràcter neobarroc que suggereix una similitud amb Stravinski.
El tema principal del primer moviment és un tema ben format i melismàtic, presentat al principi pel piano solista, en octaves. Amb el seu estat d'ànim general serè, gairebé alegre, el primer moviment té una forma semblant a la forma sonata. Hi ha una idea subsidiària més animada, marcadament rítmica, iniciada per la primera trompeta, amb un breu penjoll líric. Un «desenvolupament» rapsòdic comença amb solos orquestrals, inclosos quatre violins solistes silenciats (una característica de la partitura que probablement explica el títol de Szymanowski de Simfonia Concertant, que implica una obra d'estructura simfònica però amb parts importants per a instruments solistes). Una variada recapitulació culmina amb una cadenza per al piano, seguida d'una coda exuberant.
El segon moviment ofereix una àmplia melodia per a solo de flauta i un solo de viola i després de violí amb acompanyament de piano. A partir d'u cert moment, la textura es va fent més densa, hi ha un gran crescendo i la música es fa més tranquil·la, amb la reaparició del tema melismàtic del primer moviment, que condueix directament a l'últim moviment.
El final comença amb un oberek, una dansa polonesa en un triple temps ràpid, molt viva, de vegades quasi orgiàstica. Destaca pel seu colorit instrumental imaginatiu. També inclou un breu episodi central per a piano, al ritme d'una mena de masurca anàleg en la forma al rondó.